# Marchese di Cuéllar
Il marchese di Cuéllar è un titolo nobiliare concesso da Carlo I a Francisco Fernández de la Cueva, figlio primogenito di Beltrán de la Cueva, duca di Alburquerque, nel 1530.
Dal momento della sua concessione, il titolo verrà concesso agli eredi del ducato di Alburquerque.
Il titolo si riferisce al villaggio di Cuéllar, nell'attuale provincia di Segovia.

## Signori di Cuéllar
- Beltrán de la Cueva (1435-1492)
- Francisco Fernández de la Cueva (1467-1526)
- Beltrán de la Cueva (1478-1560)

## Marchesi di Cuéllar
- Francisco Fernández de la Cueva (1510-1563)
- Gabriel de la Cueva (1515-1571)
- Beltrán de la Cueva (1551-1612)
- Francisco Fernández de la Cueva (1575-1637)
- Beltrán Cristóbal de la Cueva
- Francisco Fernández de la Cueva, VIII duca di Alburquerque (1619-1676)
- Melchor Fernández de la Cueva (1625-1686)
- Francisco Fernández de la Cueva (1666-1733)
- Francisco Fernández de la Cueva (1692-1757)
- Francisco Fernández de la Cueva
- Pedro Miguel de la Cueva (1715-1762)
- Miguel de la Cueva (1743-1803)
- José Miguel de la Cueva (1775-1811)
- Nicolás Osorio (1793-1866)
- José Osorio (1825-1899)
- Miguel Osorio (1886-1942)
- Beltrán Alfonso Osorio (1918-1994)
- Juan Miguel Osorio (1958)